# Lipská hora
Die  Lipská hora (deutsch Horst oder Hora) ist ein markanter Berg im linkselbischen Böhmischen Mittelgebirge, südwestlich von Medvědice und nördlich der Siedlung Lhota. Der Berg hat die für das Gebirge typische Form eines Kegels. Die Gipfelregion ist felsig und erlaubt einen umfassenden Ausblick, der nur nach Norden hin etwas eingeschränkt ist.
Wegen der besonderen pflanzlichen Besiedlung (wärmeliebende Arten) ist die Südflanke (22,2 ha) des Berges seit 1951 Naturreservat.
Auf den Gipfel führt ein Weg, der im Dorf Lhota rot markiert beginnt und schließlich an der Westflanke steil empor führt. 